# 森田浩一
森田 浩一（もりた こういち）は、日本・大韓民国の技術者。ブリヂストン最高技術責任者、ブリヂストン中央研究所長などを経て、ネクセンタイヤ副社長、ネクセンタイヤ未来技術研究所長。文部科学大臣表彰科学技術賞受賞。

## 人物・経歴
1986年東京農工大学工学部工業化学科卒業、ブリヂストン入社。2000年ブリヂストンタイヤ材料開発部エラストマー開発ユニットリーダー。2007年ブリヂストン研究第1部長。2011年ブリヂストン中央研究所長兼研究第3部長兼先端機能基盤技術研究第4ユニットリーダー兼研究開発企画・管理ユニットリーダー兼新素材・複合材開発部主任部員。2013年ブリヂストンイノベーション本部長。同年「変性ポリマーを用いた材料ナノ構造制御技術とタイヤの開発」で文部科学大臣表彰科学技術賞（開発部門）受賞。2014年ブリヂストンイノベーション本部長兼CTO・技術管掌主任部員兼経営企画本部主任部員兼経営企画部主任部員。2015年ブリヂストン執行役員中央研究所担当兼中央研究所長兼CTO・技術管掌主任部員兼イノベーション担当主任部員兼経営企画本部主任部員兼経営企画部主任部員。2018年ヤマハ執行役員技術本部研究開発統括部長。2020年ネクセンタイヤ未来技術ビジネスグループ（BG）長（副社長）、ネクセンタイヤ未来技術研究所長。